# Coleophora triflua
Coleophora triflua é uma espécie de mariposa do gênero Coleophora pertencente à família Coleophoridae.